# Chen Peishan
Dans ce nom, le nom de famille, Chen, précède le nom personnel.
Chen Peishan, né en 1962 dans le village de Chenjiagou, dans le district de Wenxian, province du Henan, est un maitre de tai-chi-chuan de la 20e génération du style Chen. Lui et sa sœur Chen Peiju diffusèrent la « petite forme » (xiao jia) de leur ancêtre Chen Youben (14e génération) en Europe et aux États-Unis. 
Cette branche du tai-chi-chuan serait l'une des plus anciennes bien qu'elle soit peu connue en Occident. Néanmoins, le livre de Chen Pinsan, le Taiji quan Tushuo, décrit les mouvements de son enchaînement. Un résumé de cet ouvrage est disponible en français dans le livre de Catherine Despeux. Il apporte également des informations sur la famille Chen. 

## Biographie
Chen Peishan étudie le tai-chi-chuan avec son père Chen Lixian et sa tante Chen Liqing. dès l'âge de trois ans.  Les cours ont lieu dans la maison de son père ou à l'extérieur dans le jardin. A l'âge d'aller au collège, Chen Peishan enseigne aux étudiants quand son père est en déplacement pour ses affaires. Durant la Révolution culturelle, la famille Chen est considérée avec méfiance par le pouvoir, mais Chen Peishan survit à cette période.
Il est invité au Japon (où il vit aujourd'hui) en 1988 par l'un de ses étudiants japonais afin d'enseigner. Il considère ce départ comme une chance de diffuser son enseignement d'une manière beaucoup plus importante. Outre l'enseignement, Chen Peishan participe à la création l'International Society of Chen Taijiquan, consacrée à la diffusion du xiaojia. 
Chen Peishan diffuse à présent son enseignement au Japon, en Europe, et aux États-Unis avec l'aide de sa sœur Chen Peiju. Cette dernière, qui vit encore dans le village de Chenjiagou, est la seconde femme (après sa tante Chen Liqing) à avoir reçu le titre de maître et à figurer dans l'arbre généalogique de la famille Chen. Diplômée de l'institut d'éducation physique du département du Wushu de Pékin, elle est juge national de Wushu (sport).
The International Society of Chen Taijiquan a plusieurs représentants en Europe, aux États-Unis, et en Asie. Chen Peishan a ainsi été invité en France (2001) et en Italie (2009) pour enseigner son style. Le représentant français est Philippe Raffort, élève de Chen Peishan et Chen Peiju et traducteur du livre A la source du Taiji Quan, transmission de l'école Chen de Maître Wang_Xian. 
Aujourd'hui, Chen Peishan est président d'honneur de la  Chen Style Taijiquan Research Association de la ville de Xinxiang, province du Henan, président de la Japan Chen Family Taijiquan Association et enfin président honoraire de l´Association française de Taijiquan de la tradition Chen.

## Arbre généalogique
```
Chen_Wangting
[
5
]

1600–1680 
9
e
 
génération
 Chen Style Chen
   |
  Chen Youben
1771–1853 
14
e
 
génération
 Chen   
   |
  Chen ZhongSheng
1809–1871 
   |
  
Chen_Pinsan

1849–1929 
16
e
 
génération

   |
  Chen Xongyuan
   |
  Chen Honglie
1888–1945 
   |
  Chen Lixian
1923–1983 
   |------------------ |
Chen Peiju       Chen Peishan
```

## Enseignement
Le style de Chen Peishan comprend les deux taolu (enchaînements) traditionnels du tai-chi-chuan style Chen à mains nues (yilu/erlu), la poussée des mains (ou tuishou), l'art de la saisie et du contrôle (qinna), et l'utilisation des armes comme :
- l'épée (dan Jian) ;
- le bâton ou Gun (arme) (taiji gun) ;
- la hallebarde du printemps et de l'automne (chunjiu da dao) ;
- le sabre (dao) ;
- les 13 techniques de la perche (shisan gan) ;
- les doubles massues (shuang jian) ;
- la lance fleur de poirier (lia hua qiang) et le bâton du singe blanc (bai yuan gun).

Devant la difficulté d'enseigner à ses élèves la forme dite traditionnelle (il faut généralement un à deux ans), Chen Peishan a créé une forme raccourcie de vingt mouvements dénommée la forme du bien être (Taijiquan Sizheng). Son idée était de rassembler sous une forme abrégée les principes essentiels de la forme traditionnelle. Les mouvements de Taijiquan Sizheng peuvent s'apprendre ainsi en une semaine.
Le nom de ces vingt mouvements sont les suivants :
1. Taiji Chushi  (ouverture)
2. Lan Zhai Yi (attacher le pan du vêtement avec indolence)
3. Heshi (le disque de jade)
4. Shizi tui zhang (croiser et coup de paume en avant)
5. Bai he Liang chi  (la grue blanche déploie ses ailes)
6. Lou xi (brosser le genou)
7. Shou shi  (fermeture)
8. Shang san bu (trois pas en avant)
9. Yan shou chui (coup de poing couvert par la main)
10. Liu feng si bi  (six verrouillages et quatre fermetures)
11. Dan bian (simple fouet)
12. Yun shou  (mouvoir les mains comme les nuages)
13. Dishuishi
14. Zou you jin ji du li  (Le coq d’or sur une patte à gauche à droite)
15. Dao juan gong (Dérouler les bras sur l’arrière)
16. Gao tan ma (flatter l’encolure du cheval)
17. Zuoyou lajiao
18. Qixing  tui zhang (Qixing= les sept étoiles ;Tui zhang =frappe de la paume)
19. Jin gang dao Dui (le gardien céleste pile le mortier)
20. Taiji shoushi (fermeture)

La forme complète (Chen Shi Xiaojia Yilu) comporte 74 positions. 